# Жалець
Жалець (словен. Žalec) — поселення в общині Жалець, Савинський регіон, Словенія. 
Висота над рівнем моря: 255,3 м.